# Star Wars Episode I: Obi-Wan's Adventures
Star Wars Episode I: Obi-Wan's Adventures és un videojoc que narra els esdeveniments de la pel·lícula Star Wars episodi I: L'amenaça fantasma des de la perspectiva d'Obi-Wan Kenobi. És el resultat d'un acord pres el 2000 entre els dos fabricants de videojocs LucasArts i THQ. L'acord permet que THQ pugui activar llicències de LucasArts en jocs per la consola portàtil Game Boy Color, i la primera va ser Obi-Wan's Adventures. THQ va publicar el joc i el va desenvolupar amb HotGen. Va ser llançat el 27 de novembre de 2000.
La història d'Obi-Wan's Adventures passa enmig del conflicte de la República Galàctica; l'antagònica Federació de Comerç i els malvats Sith estan planejant de controlar la galàxia. Al joc, el jugador fa d'Obi-Wan Kenobi mentre lluita contra les forces de la Federació de Comerç; la lluita culmina en una batalla contra Darth Maul. Com a arma, fa servir un sabre làser, un rifle làser, i també la Força. Des que va ser llançat, Obi-Wan's Adventures ha rebut crítiques diverses. El joc s'ha criticat pels controls i la visió, però elogiat pel so cinematogràfic i els seus nivells tan creatius.

## Jugabilitat
Obi-Wan's Adventures és un videojoc isomètric d'acció i aventura amb seccions de desplaçaments laterals. Basat en l'Univers fictici de Star Wars, el joc té lloc en el moment en què la fictícia República Galàctica és en desequilibri, com a resultat del complot de l'antagònica Federació de Comerç i del Sith Lord per a prendre'n la possessió. Al joc, el jugador controla Obi-Wan Kenobi, un jove aprenent Jedi, durant els esdeveniments de la pel·lícula Star Wars episodi I: L'amenaça fantasma.
Hi ha un total de nou nivells a Obi-Wan's Adventure que poden ser jugats amb diferents opcions de dificultat. Obi-Wan és atacat pels androides, els caça-recompenses, i altres criatures malvades durant els seus viatges, i el jugador pot controlar el seu sabre làser i un rifle làser per derrotar-los. Tant hi poden haver combats cos a cos com a distància contra les forces de la Federació. El jugador també pot aprofitar la connexió d'Obi-Wan amb la Força com a arma. Per aprofitar-la, el jugador prem el botó "A" per enfocar l'objectiu i després torna a prémer el botó "A" per treure-se'l de sobre. El poder de la Força és limitat i al final s'esgota. Per acumular-la, el jugador acumula unes pastilles de la Força que són obtingudes en els diferents nivells. No només és usada com a arma, també es pot usar per enretirar objectes que estan enmig del camí.

## Argument
El joc comença amb el bloqueig per part de la Federació del Comerç del planeta Naboo. El Jedi Qui-Gon Jinn i el seu aprenent Jedi Obi-Wan hi són enviats pel Consell Jedi com a part d'una missió diplomàtica per fer de mitjancers en la disputa i arribar a un acord amb els líders de la Federació. Però quan arriben a la nau de la Federació a Naboo, s'adonen que la Federació no està interessada a negociar i s'ha aliat amb el Sith Lord, que planeja envair Naboo i prendre el control de la galàxia matant tots els Jedi. Obi-Wan i Qui-Gon són atacats pels androides de la Federació, però aconsegueixen fugir. Es dirigeixen cap a Theed, la capital de Naboo, per avisar els habitants de l'atac imminent.
Durant la seva estada a la ciutat, els dos Jedi travessen els aiguamolls i són assaltats per més tropes enviades de la Federació. Després d'avisar, viatgen al planeta Coruscant per parlar amb el Consell Jedi. Després d'arribar, tornen a ser atacats per més tropes de la Federació, però els dos Jedi són capaços de derrotar-los. El Mestre Jedi Yoda dona instruccions a Obi-Wan i Qui-Gon perquè tornin a Naboo i ajudin la reina Padmé Amidala i els habitants a vèncer la Federació. Quan arriben a Theed, el Jedi es disposa a alliberar la ciutat, ara derrotada per la Federació. Aconsegueixen d'infiltrar-se a la ciutat a través d'una entrada secreta a una antiga catacumba, però una vegada més són atacats pels androides en el seu camí.
Obi-Wan i Qui-Gon descobreixen que la Reina ha caigut a les mans de la Federació. Abans d'anar al palau de la Reina per iniciar un atac, alliberen ciutadans capturats als carrers de Theed. Els Jedi s'infiltren al palau i rescaten la Reina. Mentrestant, el jove amic d'Obi-Wan Kenobi, Anakin Skywalker, s'apropia d'un caça volador i aconsegueix destruir a l'espai la nau de la Federació que controla els androides, provocant la desactivació sobtada de tot l'exèrcit d'androides. Mentrestant, Obi-Wan i Qui-Gon troben l'aprenent del Sith Lord, Darth Maul. Qui-Gon és ferit mortalment en la batalla, però Obi-Wan aconsegueix matar l'aprenent de Sith. A conseqüència, el propòsit d'Obi-Wan d'arribar a ser un Cavaller Jedi és complet.

## Desenvolupament
El 2000, els dos fabricants de videojocs LucasArts i THQ van anunciar un acord que permetria a THQ fer videojocs de les llicències de LucasArts per la consola Game Boy Color. Abans havia publicat el joc de la Game Boy Color Star Wars: Yoda Stories, i va començar a treballar en el seu segon producte amb llicència de Star Wars, Obi-Wan's Adventures, a partir de llavors, com a part de l'acord amb LucasArts. Era una versió per a consola del joc Star Wars: Obi-Wan, que estava en desenvolupament per a ordinadors personals, però que després va ser cancel·lat. Obi-Wan's Adventures va ser anunciat per primer cop al públic el setembre de 2000.
THQ va subcontractar Hotgen, l'empresa desenvolupadora de jocs per Game Boy, per fer el joc, que va ser descrit com "l'aventures més autèntica de Star Wars en el sistema de Game Boy Color." Mark Fisher, director de desenvolupament de producte de l'empresa HotGen, va comentar sobre el joc: "THQ té un domini sòlid al mercat de la Game Boy Color, i tenim moltes ganes de col·laborar amb ells a Star Wars: Obi-Wan's Adventures. Milions de fans de Star Wars tindran l'oportunitat d'interaccionar amb els seus personatges preferits en unes aventures noves de Star Wars just a temps per les vacances. Obi-Wan's Adventures va ser llançat a la venda el 27 de novembre de 2000. Va rebre una classificació "Everyone" de l'Entertainment Software Rating Board.

## Recepció
El joc va obtenir crítiques diverses, amb un agregat de 62,33% a GameRankings. Marc Nix d'IGN va donar un 5/10 de puntuació i va comentar «imatges fosques i controls poc reactius destrueixen qualsevol esperança de grandesa per a aquest joc.» Un editor de 1UP.com també va criticar els gràfics: no podies ni veure què coi estaves fent la meitat de l'estona de la partida» Matt Paddock de Game Vortext va explicar que Obi Wan's Adventures «serà compra obligada per a molts fans de Star Wars (i n'hi ha una bona colla), però els defectes dels controls i la falta de profunditat fa que sigui en general una experiència mediocre.»
Kevin Cheung de The Sydney Morning Herald va dir que el joc «perd molt per culpa dels gràfics», comentant que en la «minúscula pantalla de cristall líquid els personatges semblen un embolic de píxels negres. Es necessita molta imaginació per veure els raigs làser rebotant en el teu sabre. El pitjor de tot és que no sempre és evident on és la sortida, cosa molt frustrant després d'obrir-se pas a garrotades per un nivell difícil.» A més a més, Tim Wapshott de The Times va dir que «malgrat algunes pantalles de trama força bones, els gràfics en general no tenen brillantor i la música és repetitiva i tediosa.»
Nix va elogiar el so cinematogràfic, descrivint-ho com «molt per damunt del que es podia esperar de la Game Boy Color.» Va apuntar, per exemple, que «hi ha sons diferenciats del moviment dels sabres làser d'anada i tornada — una tallada cap a l'esquerra sonarà diferent que un revés o el rebot del sabre làser contra un enemic.» Samantha Craggs de The Electric Playground va elogiar Obi-Wan's Adventures pel seu interessant argument i l'ús del sabre làser. Va comentar: «Hi ha poques coses que agradin d'aquest joc. Per una banda, no pots subestimar el sentiment de moure't per la sala manejant un sabre làser mortal. A més, els nivells són interessants. […] En [un nivell], Obi-Wan està en un bot, viatjant per un pantà, mentre els androides li disparen des de la riba. Encara que de fet, sempre estàs lluitant contra els mateixos enemics de la mateixa manera, hi ha prou girs en el disseny dels nivells per mantenir l'interès i continuar jugant».